# Roman Herzog
Roman Herzog (ur. 5 kwietnia 1934 w Landshut, zm. 10 stycznia 2017 w Bad Mergentheim) – niemiecki prawnik, nauczyciel akademicki i polityk, działacz Unii Chrześcijańsko-Demokratycznej (CDU), minister w rządzie krajowym Badenii-Wirtembergii, w latach 1987–1994 prezes Federalnego Trybunału Konstytucyjnego, w latach 1994–1999 prezydent Republiki Federalnej Niemiec.

## Życiorys

### Wykształcenie i praca zawodowa

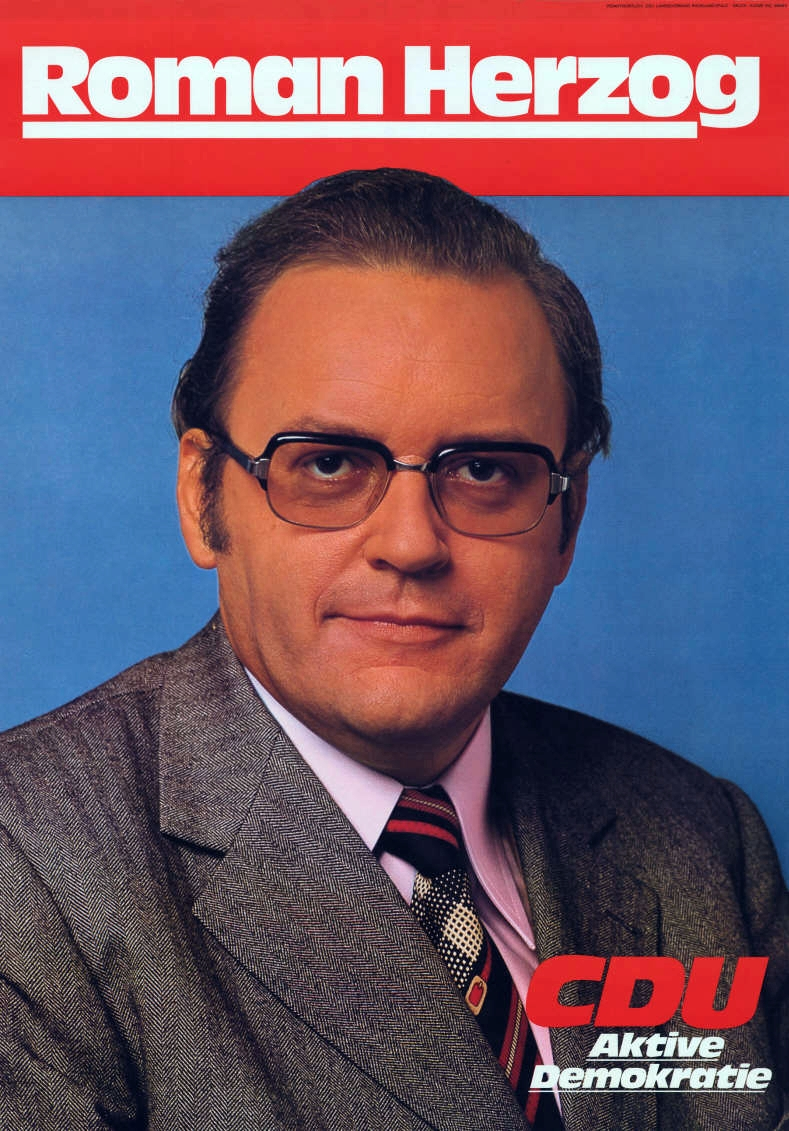
Plakat Romana Herzoga z wyborów krajowych w 1975

W 1953 ukończył z wyróżnieniem szkołę średnią Hans-Carossa-Gymnasium w Landshut. Podjął następnie studia prawnicze na Uniwersytecie Ludwika i Maksymiliana w Monachium, które ukończył w 1957, zdając państwowy egzamin prawniczy pierwszego stopnia. Doktoryzował się w dziedzinie prawa w 1958, do 1964 był asystentem na wydziale prawa macierzystej uczelni. W międzyczasie w 1961 zdał państwowy egzamin prawniczy drugiego stopnia, a w 1964 obronił rozprawę habilitacyjną. W latach 1964–1965 zajmował stanowisko docenta na monachijskim uniwersytecie. W 1965 przeniósł się na Wolny Uniwersytet Berliński jako profesor prawa państwowego i nauk politycznych. Pełnił na tej uczelni funkcję dziekana (1967–1967) i prodziekana (1968–1969) wydziału prawa. W 1969 objął tożsame stanowisko profesorskie w Hochschule für Verwaltungswissenschaften Speyer, które zajmował do 1973. Jednocześnie od 1971 pełnił funkcję rektora tej szkoły wyższej.
Był współautorem i współwydawcą uważanego za podstawowy komentarza do konstytucji niemieckiej pt. Kommentar zum Grundgesetz „Maunz-Dürig-Herzog”. Od 1981 do 1994 był współwydawcą tygodnika „Christ und Welt – Rheinischer Merkur”.

### Działalność publiczna do 1994
Od 1971 do 1980 kierował izbą odpowiedzialności publicznej Kościoła Ewangelickiego w Niemczech. W latach 1973–1991 był członkiem zwyczajnym Synodu EKD.
W 1970 wstąpił do Unii Chrześcijańsko-Demokratycznej. Od 1978 do 1983 był federalnym przewodniczącym ewangelickiego zespołu roboczego CDU i CSU. W latach 1979–1983 należał do zarządu federalnego CDU.
W 1973 został powołany do rządu krajowego kierowanego przez premiera Helmuta Kohla na stanowisko sekretarza stanu i pełnomocnika landu Nadrenia-Palatynat przy federacji. Funkcje te pełnił również gdy premierem był Bernhard Vogel. W 1978 przeszedł do rządu Badenii-Wirtembergii. Premier Lothar Späth powierzył mu stanowisko ministra kultury i sportu. W 1980 uzyskał mandat posła do landtagu tego kraju związkowego. Przeszedł wówczas do resortu spraw wewnętrznych Badenii-Wirtembergii, którym kierował do 1983.
W 1983 został powołany na sędziego Federalnego Trybunału Konstytucyjnego, złożył wówczas mandat poselski. W latach 1983–1987 był przewodniczącym pierwszego senatu i wiceprezesem trybunału. W 1987 objął urząd prezesa Federalnego Trybunału Konstytucyjnego, którym kierował do 1994. W międzyczasie był profesorem honorowym w Hochschule für Verwaltungswissenschaften Speyer (1984–1994) oraz na Uniwersytecie w Tybindze (1986–1994).

### Prezydent federalny
W trzecim głosowaniu w wyborach z 23 maja 1994 został przez Zgromadzenie Federalne wybrany na siódmego prezydenta Republiki Federalnej Niemiec. Uzyskał poparcie obu partii chadeckich oraz Wolnej Partii Demokratycznej. W 1999 nie ubiegał się o wybór na drugą kadencję. Urząd prezydenta sprawował od 1 lipca 1994 do 30 czerwca 1999.
W 1994 został zaproszony do Polski przez prezydenta Lecha Wałęsę na uroczyste obchody 50. rocznicy powstania warszawskiego. W swoim przemówieniu w Warszawie jako pierwszy niemiecki prezydent publicznie przeprosił Polaków za zbrodnie dokonane przez Niemców w czasie II wojny światowej. Był też pierwszym niemieckim prezydentem, który złożył wizytę w niemieckim nazistowskim obozie zagłady Auschwitz-Birkenau. W 1996 ustanowił w Niemczech Dzień Pamięci Ofiar Narodowego Socjalizmu. 26 kwietnia 1997 wygłosił w Berlinie głośne przemówienie (Berliner Rede), w którym domagał się od obywateli zaangażowania się w odnowę państwa, przyjęcia większej odpowiedzialności i podejmowania ryzyka na rzecz zmian.

### Działalność po prezydenturze
Przewodniczył konwentowi europejskiemu, który między grudniem 1999 a październikiem 2000 przygotował kartę praw podstawowych Unii Europejskiej. W latach 1999–2000 gościnnie wykładał na uczelni technicznej w Karlsruhe. Moderował cykl wywiadów radiowych dla Bayerischer Rundfunk z serii Herzog spricht mit… Był członkiem władz Fundacji Konrada Adenauera. W 2002 został patronem instytutu „Roman Herzog Institut”. W 2003 został przewodniczącym jednej z komisji programowych CDU, która na zlecenie Angeli Merkel opracowała projekt reformy zabezpieczenia społecznego.

## Życie prywatne
Urodził się w rodzinie ewangelickiej. Jego ojciec był najpierw handlowcem, później pracował w archiwum miejskim w Landshut, pełnił funkcję jego dyrektora. Roman Herzog ożenił się w 1958 z Christiane Krauß, która zmarła w 2000. Małżonkowie mieli dwóch synów: Markusa i Hansa-Georga. W 2001 były prezydent ożenił się z Alexandrą Freifrau von Berlichingen.

## Odznaczenia i wyróżnienia
W 2009 odznaczony macedońskim Orderem 8 Września.
W 1996 otrzymał tytuły doktora honoris causa Uniwersytetu Oksfordzkiego oraz Uniwersytetu Ben Guriona. W 1997 przyznano mu Nagrodę Karola Wielkiego. Również w 1997 wraz z Václavem Havlem został uhonorowany w Nowym Jorku wyróżnieniem „European Statesman Award”. W 1998 został doktorem honoris causa Uniwersytetu Wrocławskiego. W tym samym roku przyznano mu nagrodę Leo-Baeck-Preis.

## Wybrane publikacje
- Grundrechtsbeschränkung nach dem Grundgesetz und Europäische Menschenrechtskonvention (doktorat), 1958.
- Die Wesensmerkmale der Staatsorganisation in rechtlicher und entwicklungsgeschichtlicher Sicht (habilitacja), 1964.
- Kommentar zum Grundgesetz „Maunz-Dürig-Herzog”(współwydawca), od 1964.
- Evangelisches Staatslexikon (współwydawca), od 1966.
- Allgemeine Staatslehre, 1971.
- Staaten der Frühzeit. Ursprünge und Herrschaftsformen, 1988.
- Staat und Recht im Wandel, 1994.
- Vision Europa. Antworten auf globale Herausforderungen, 1996.
- Kann man aus der Geschichte lernen?, 1997.
- Strukturmängel der Verfassung? Erfahrungen mit dem Grundgesetz, 2000.
- Wider den Kampf der Kulturen: eine Friedensstrategie für das 21. Jahrhundert, 2000,
- Jahre der Politik: die Erinnerungen, 2007.
- Marktwirtschaft in der Zwickmühle. Eine Antwort auf naheliegende Fragen, 2008.
- Europa neu erfinden, vom Überstaat zur Bürgerdemokratie, 2014.